# Remo Besio
Remo Besio (* 30. Mai 1940; † 14. März 2016) war langjähriger Direktor des Swiss Science Center Technorama.

## Leben
Besio wuchs in Kirchberg SG als zweitältestes einer sieben Kinder umfassenden Familie auf. Seine Mutter war Schweizerin, sein Vater Italiener. Nach der Schule absolvierte er eine kaufmännische Lehre in Gossau SG und nahm Klavierunterricht in Winterthur. Nach der Ausbildung arbeitete er mehrere Jahre in Australien. Zurück in der Schweiz, wurde er als Exportkaufmann bei einer Maschinenbaufirma angestellt und arbeitete später als deren Marketingdirektor.
1988 kam Besio als kaufmännischer Leiter zum Technorama in Winterthur. Zwei Jahre später, 1990, wurde er zu dessen Direktor ernannt und blieb dem Museum bis 2008 in dieser Funktion erhalten. Nach einem Besuch des Exploratoriums in San Francisco leitete er die Umwandlung des einstigen Industriemuseums, das bis zu diesem Zeitpunkt aus einer Ausstellung von alten Industrieobjekten bestand, in ein Science Center nach US-amerikanischem Vorbild ein. Unter seiner Leitung stiegen die Besucherzahlen auf rund eine Viertelmillion pro Jahr. Für diese Leistung wurde Besio 2001 mit dem Kulturpreis der Stadt Winterthur ausgezeichnet.
Mit seiner Erfahrung verantwortete er auch Ausstellungen im Ausland, so in den USA, Finnland, Russland und Deutschland. Dem Bau des phæno in Wolfsburg stand Besio beratend zur Seite und pflegte mit dessen Gründungsdirektor einen freundschaftlichen Kontakt.
Er verstarb am 14. März 2016 an den Folgen einer Krebserkrankung.